# 七緒香
七緒 香（ななお かおり、1976年5月30日 - ）は、日本の元シンガーソングライター。本名同じ。ビーイング所属。京都府出身。血液型AB型。

## 来歴
1997年、短期大学卒業後、ビーイングのZAIN RECORDSより松本孝弘（B'z）作曲・プロデュースのシングル『恋は舞い降りた』でデビュー。TV出演などのプロモーションがない状態で、オリコン22位初登場を記録し15万枚以上を売り上げるスマッシュヒットとなった。その後も2ndシングル「いーんじゃない!!」、3rdシングル｢ミネラル」と松本のプロデュースが続き順調な活動をするも、1998年に発売した1stアルバム「七音」をリリース後に活動を一時中断。（この活動形態はビーイング所属歌手には比較的多くみられる）
1999年、ビーイングのBMGファンハウス内のBERGレーベルに移籍し、シングル『命の水』を発売。シンガーソングライターに転向する。また、小澤正澄（元PAMELAH）の編曲・プロデュースに移行する。
2000年、アルバム『はじまりのうた』をリリースした際にインタビューでは活動を休んでいた中で、完成したストック曲が多数あり次作への制作を意気込む内容であったが、このアルバム最後に歌手活動を中止。

## 人物
音楽好きな父親の影響で幼いころよりピアノやバイオリンを習うなどの音楽に親しむ。両親は京都府に在住しており、会社経営をするなど比較的裕福な家庭に育つ。
京都府内の高校、短大と進み、京阪神のライブハウスなどで活動を続ける中、後に所属することとなるビーイングの関係者に見出され、B'zの松本孝弘を紹介される、スタジオ制作に入る中で松本のプロデュースのもとデビュー準備が進んだ。170センチというスラリとした身長にモデルのような容姿であり、デビュー曲の「恋は舞い降りた」ではすっぴんに白Tシャツ、ジーンズというシンプルな姿で撮影された。

## ディスコグラフィ

### シングル
|     | リリース日     | タイトル         | 楽曲制作                                             | 最高位 |
| --- | -------------- | ---------------- | ---------------------------------------------------- | ------ |
| 1st | 1997年5月21日  | 恋は舞い降りた   | 作詞：七緒香 作曲：松本孝弘 編曲：松本孝弘・徳永暁人 | 22位   |
| 2nd | 1997年8月20日  | いーんじゃない!! | 作詞：七緒香 作曲：松本孝弘 編曲：松本孝弘・徳永暁人 | 34位   |
| 3rd | 1997年12月3日  | ミネラル         | 作詞：七緒香 作曲：松本孝弘 編曲：松本孝弘・徳永暁人 | 47位   |
| 4th | 1999年10月21日 | 命の水           | 作詞：七緒香 作曲：七緒香 編曲：小澤正澄             | 85位   |
| 5th | 2000年2月23日  | マルタナの丘     | 作詞：七緒香 作曲：七緒香 編曲：小澤正澄             | 圏外   |

### アルバム
1. 七音（1998年1月28日）
2. はじまりのうた（2000年3月23日）